# جون ستراسي
جون ستراسي (بالإنجليزية: John H. Stracey)‏ (مواليد 22 سبتمبر 1950) هو ملاكم من المملكة المتحدة، مثّل بلاده في الألعاب الأولمبية الصيفية 1968.

## روابط خارجية
جون ستراسي على موقع بوكس ريك (الإنجليزية) (registration required)
- جون ستراسي على موقع أوليمبيديا (الإنجليزية)